# Be Neutral
Be Neutral est un film muet américain réalisé par Francis Ford et sorti en 1914.

## Fiche technique
- Réalisation : Francis Ford
- Scénario : Jack Cunningham
- Production : Pat Powers
- Durée : 10 minutes
- Date de sortie : États-Unis : 25 septembre 1914

## Distribution
- Francis Ford
- Grace Cunard
- Lloyd Ingraham
- Murdock MacQuarrie
- Edna Maison
- Joe King